# باشگاه فوتبال ریو آوه
باشگاه فوتبال ریو آوه (به پرتغالی: .Rio Ave F.C) یک باشگاه فوتبال در شهر ویلا دو کنده در پرتغال است که در لیگ برتر فوتبال پرتغال بازی می‌کند. این باشگاه در سال ۱۹۳۹ تأسیس شده‌است.
مهدی طارمی بازیکن ایرانی این باشگاه بود که در اولین حضورش در این تیم (فصل ۲۰۲۰-۲۰۱۹) آقای گل لیگ پرتغال شد و با ریواوه به پلی آف لیگ اروپا صعود کردند.
ریوآوه در فصل ۲۰۲۱-۲۰۲۰ به رده شانزدهم رسید و راهی مرحله پلی-آف برای بقا در لیگ برتر شد که با شکست در این مرحله مقابل باشگاه فوتبال اروکا به دسته دوم فوتبال پرتغال سقوط کرد.